# Tundra alpina e foresta di betulle islandese
L'ecoregione della tundra alpina e foresta di betulle islandese (codice ecoregione: PA0602) copre l'intera superficie insulare dell'Islanda, nell'Atlantico settentrionale. L'isola, di origine vulcanica, è caratterizzata da suoli basaltici e il freddo clima boreale ha impedito l'agricoltura intensiva. Tuttavia, trattandosi di un'isola giovane e lontana da grandi masse di terra, la sua biodiversità è relativamente bassa. Il manto forestale di betulle è stato ridotto a circa l'1% di quello originario a causa della raccolta del legname e dell'erosione del suolo causata dal pascolo delle pecore. Le cosiddette «paludi coperte» (depressioni del terreno dove si accumulano le precipitazioni e la torba) costituiscono una nota frequente del paesaggio.

## Geografia
L'Islanda è un altopiano vulcanico che emerge dall'Atlantico, circa 290 km a est della Groenlandia. Tre quarti dell'isola hanno un'altitudine superiore a 200 metri, con ripidi fiordi e falesie che caratterizzano gran parte della costa. Circa il 20% dell'isola è costituito da roccia nuda o ghiacciai, e l'altitudine massima è di 2119 metri.

## Clima
Poiché la corrente del Golfo ha un effetto mitigatore, alcune parti dell'Islanda hanno un clima oceanico del sottotipo polare (Cfc secondo la classificazione dei climi di Köppen), ma nella maggior parte dell'ecoregione prevale il clima della tundra (ET). Le precipitazioni sono più scarse a nord, dove raggiungono appena i 500 mm annui e più frequenti a sud, dove in alcuni punti si registrano fino a 3500 mm annui.

## Flora e fauna
La vegetazione continua copre circa il 25% dell'isola, di cui 16000 km² costituiti da vegetazione di zone asciutte e 10000 km² da zone umide. Circa 1360 km² sono destinati all'agricoltura, mentre sono appena 1250 i km² di foresta di betulla bianca (Betula pubescens) che originariamente ricopriva gran parte dell'isola. Altri 60000 km² sono ricoperti da vegetazione rada o molto rada. Gran parte delle betulle sono pressoché degli arbusti di altezza inferiore ai due metri. Circa il 2% della foresta presenta alberi alti 8-12 metri, situati per lo più in vallate nelle zone settentrionali, orientali e meridionali dell'isola. Oltre alla betulla, sono presenti anche alcuni alberi di sorbo degli uccellatori (Sorbus aucuparia) e di salice a foglie di tè (Salix phylicifolia).

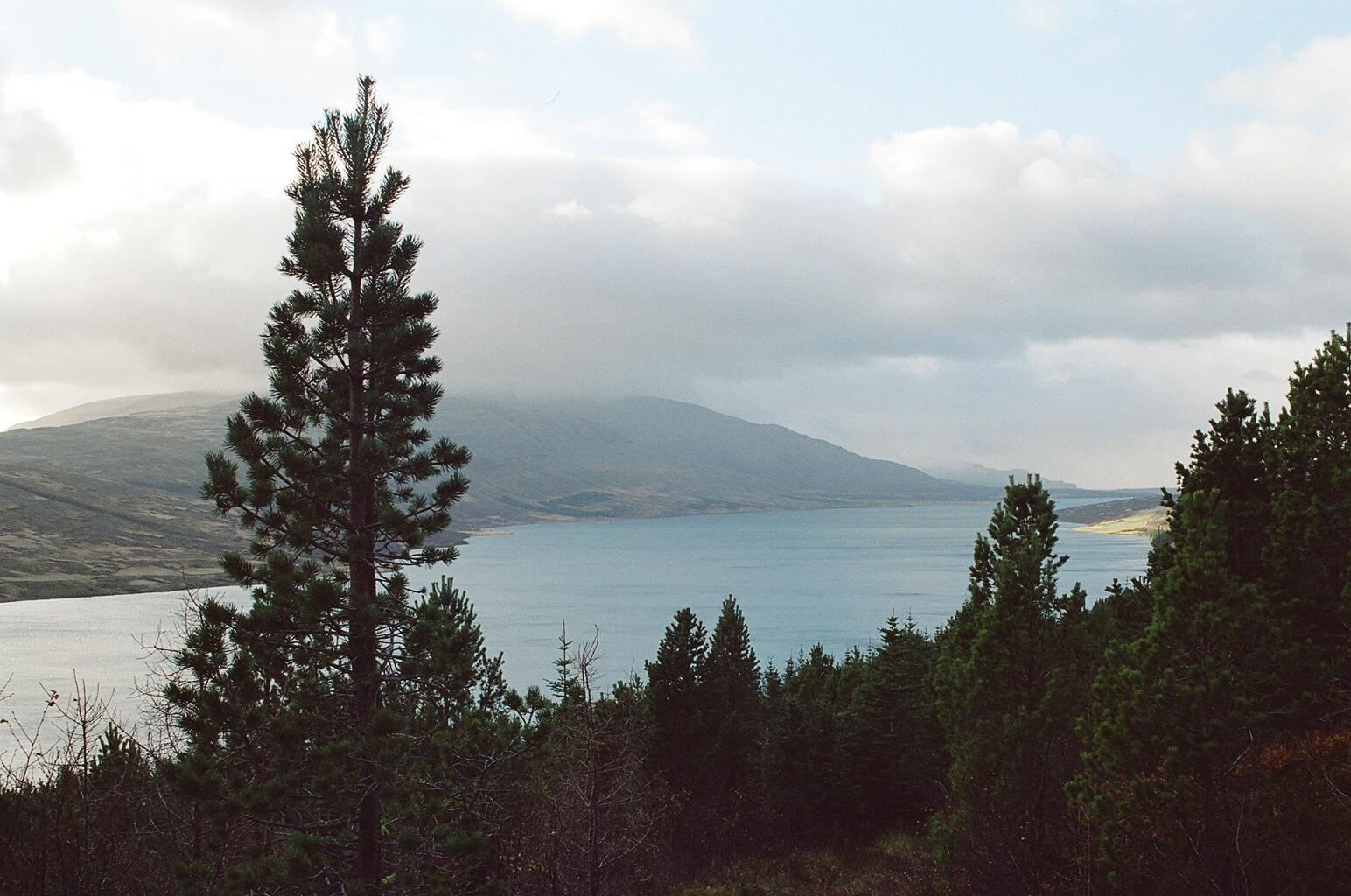
Il lago Skorradalsvatn, nell'ovest dell'isola.

In Islanda sono state censite 483 specie di piante vascolari. Le famiglie maggiormente rappresentate sono quelle dei carici (Cyperaceae), con 53 specie, e delle graminacee (Poaceae), con 47 specie. Vi sono anche 560 specie di briofite (epatiche, antocerote e muschi). Le specie di muschio più comuni sono Racomitrium lanuginosum e R. canescens. Vi sono più di 550 specie di licheni e oltre 1200 specie di funghi. Sull'isola sono completamente assenti rettili e anfibi.
Solo una specie di mammifero è originaria dell'isola, la volpe artica (Vulpes lagopus). Gli orsi polari (Ursus maritimus) visitano occasionalmente i ghiacci marini alla deriva e sono state introdotte specie come il visone americano (Neogale vison); qualche esemplare tra quelli originariamente allevati per la produzione di pellicce, è riuscito a fuggire e ha formato una popolazione consistente. Un'altra specie introdotta è il topo selvatico (Apodemus sylvaticus), oggi ampiamente diffuso nelle aree boschive.
La più grave minaccia ecologica che l'isola deve affrontare è l'erosione del suolo. Nonostante al momento dell'arrivo dell'uomo il 50-60% dell'isola fosse ricoperto di vegetazione, oggi tale percentuale è scesa al 25% a causa della perdita di suolo causata dalla deforestazione dovuta alla richiesta di legna da ardere e dal pascolo eccessivo delle pecore. Negli ultimi anni, tuttavia, la nazione ha perseguito programmi di rimboschimento e di conservazione del suolo che hanno fermato e invertito il declino.

## Aree protette
Oltre il 12% dell'ecoregione è protetto ufficialmente. Tra le aree protette ricordiamo:
- la riserva naturale di Hornstrandir;
- la riserva naturale di Lónsöræfi;
- il parco nazionale di Þingvellir;
- il parco nazionale del monte Snæfellsjökull;
- la riserva naturale di Vatnsmýrin;
- il parco nazionale del Vatnajökull.